# Municipio de Luis Moya
El municipio de Luis Moya es uno de los 58 municipios del estado mexicano de Zacatecas. Tiene una superficie de 176 km². La cabecera municipal se localiza en la entidad de mismo nombre Luis Moya. En este municipio nació Pedro Ruiz González, exgobernador del estado. 

## Gastronomía
Una de las comidas por la que el municipio es conocido son las gorditas de diferentes guisos muy ricos y caseros. Además de las gorditas de maíz, también hay de harina, diferentes tipos de restaurantes locales con comida tradicional.
PRESIDENTE MUNICIPAL
Severo Martínez 1950-1952
Moisés Arenas   1953-1955
José Valdez       1956-1958
Antonio López        1958
Luis Cadena        1959-1961
Manuel Martínez   1962-1964
Aureliano Ruiz      1965-1967
Armando Díaz de León   1968-1969
Isaías Arteaga   1969-1970
Aureliano Ruíz  1971-1973
Héctor Ruíz López   1974-1976
Ing. Roberto Luévano 1977-1979
Profr. Sergio Ruiz   1980-1981
Profr. Armando Medina  1981-1982
Profr. Javier Ovalle    1983-1985
Profr. Armando Medina Arteaga   1986-1988
Tec. Agr. Rubén Delgado   1988-1992
Arturo Acuña Prince       1992-1995
Ing. Bercely Romo Ortiz    1995-1998
Jorge Ortiz Luevano        1998-2001
Profr. Alejandro Herrera Verdín    2001-2004
Gustavo Ortiz Luévano    2004-2007
Profr. Alejandro Herrera Verdín 2007-2010	
Profr. José Manuel Jaime Delgadillo  2010-2013	
Prof. Adán Martínez Lamas 2013-2016
Lic. Lorena Daniela Alba Rivera  2016-2018
Luis Enrique Sánchez Montoya 2018-2021
Prof. José Guadalupe Silva Medina  2021-2024